# گویانورته
گویانورته (به پرتغالی: Goianorte) یک منطقهٔ مسکونی در برزیل است که در توکانتینس واقع شده‌است. گویانورته ۵٬۱۳۰ نفر جمعیت دارد.